# Айлант високий-1 (Кам'янець-Подільський, вул. Ю. Сіцінського, 2)
Айла́нт висо́кий — ботанічна пам'ятка природи місцевого значення в Україні. Розташована в межах міста Кам'янець-Подільський, вул. Ю. Сіцінського, 2 (територія дитячого тубдиспансера). 
Площа 0,02 га. Статус надано згідно з розпорядженням облвиконкому від 11.06.1970 року № 156-р«б». Перебуває у віданні: Дитячий тубдиспансер. 
Статус надано з метою збереження кількох дерев айланта найвищого (Ailanthus altissima), деякі віком понад 100 років. 